# Мерал Акшенер
Мерал Акшенер (на турски: Meral Akşener) е турски политик, председател на Партията на доброто от нейното създаване през 2017 г. Тя е първата жена в страната която заема длъжността – Министър на вътрешните работи на Турция, в периода 8 ноември 1996 – 30 юни 1997 г.

## Биография
Мерал Акшенер е родена на 8 юли 1956 г. в град Измит, вилает Коджаели, Турция, в семейство на бежанци от село Хюсеинкьой (днес Ιωνικό, Йонико) – Ксантийско.
Акшенер е ключова опозиционна фигура в Турция и е неофициално наречена „желязна лейди“ от международните наблюдатели.
През 2017 г. е изключена от Партията на националистическото действие, заради несъгласието ѝ с политиката в подкрепа на управляващата Партия на справедливостта и развитието в Турция.